# 제35회 골든 글로브상
제35회 골든 글로브상은 1977년 상영된 영화 중 가장 뛰어난 영화를 수상하기 위해 1978년 1월에 열린 시상식이다. 미국,캘리포니아/비버리 힐튼 호텔에서 개최되었다.

## 수상 및 후보

### 세실 B. 데밀 상
- 레드 스켈튼 수상

### 작품상-드라마
- 터닝 포인트 - 허버트 로스 수상
- 미지와의 조우 - 스티븐 스필버그
- 로즈 가든 - 안소니 페이지
- 줄리아 - 프레드 진네만
- 스타 워즈 에피소드 4 - 새로운 희망 - 조지 루카스

### 여우주연상-드라마
- 줄리아 - 제인 폰다 수상
- 로즈 가든 - 캐슬린 퀸란
- 미스터 굿바를 찾아서 - 다이안 키튼
- 오프닝 나이트 - 제나 로우랜즈
- 터닝 포인트 - 앤 밴크로프트

### 남우주연상-드라마
- 에쿠우스 - 리처드 버튼 수상
- 바비 디필드 - 알 파치노
- 특별한 날 - 마르첼로 마스트로야니
- 영웅들 - 렌리 윙클러
- 맥아더 - 그레고리 펙

### 작품상-뮤지컬코미디
- 굿바이 걸 - 허버트 로스 수상
- 애니 홀 - 우디 앨런
- 고소공포증 - 멜 브룩스
- 뉴욕 뉴욕 - 마틴 스코세이지
- 토요일 밤의 열기 - 존 바담

### 여우주연상-뮤지컬코미디
- 애니 홀 - 다이안 키튼 수상
- 굿바이 걸 - 마샤 메이슨 수상
- 살인 연극 - 릴리 톰린
- 뉴욕 뉴욕 - 라이자 미넬리
- 스모키 밴디트 - 샐리 필드

### 남우주연상-뮤지컬코미디
- 굿바이 걸 - 리처드 드라이퍼스 수상
- 애니 홀 - 우디 앨런
- 고소공포증 - 멜 브룩스
- 뉴욕 뉴욕 - 로버트 드 니로
- 토요일 밤의 열기 - 존 트라볼타

### 여우조연상
- 줄리아 - 바네사 레드그레이브 수상
- 굿바이 걸 - 퀸 커밍스
- 조셉 앤드류스 - 앤-마그렛
- 오프닝 나이트 - 조안 블론델
- 로즈랜드 - 리리아 스칼라
- 터닝 포인트 - 레슬리 브로

### 남우조연상
- 에쿠우스 - 피터 퍼스 수상
- 줄리아 - 제이슨 로바즈
- 줄리아 - 맥시밀리안 쉘
- 스타 워즈 에피소드 4 - 새로운 희망 - 알렉 기네스
- 터닝 포인트 - Mikhail Baryshnikov

### 외국어 영화상
- 특별한 날 - 에토레 스콜라 수상

### 욕망의 모호한 대상
- 루이스 부뉴엘
- 까마귀 기르기 - 카를로스 사우라
- 엘리펀트 캔 비 익스트림리 디셉티브 - 이브 로베르
- 마담 로자 - 모쉬 미즈라히

### 감독상
- 터닝 포인트 - 허버트 로스 수상
- 애니 홀 - 우디 앨런
- 미지와의 조우 - 스티븐 스필버그
- 줄리아 - 프레드 진네만
- 스타 워즈 에피소드 4 - 새로운 희망 - 조지 루카스

### 각본상
- 굿바이 걸 - 닐 사이먼 수상
- 애니 홀 - 우디 앨런
- 미지와의 조우 - 스티븐 스필버그
- 줄리아 - 엘빈 사전트
- 터닝 포인트 - 아서 로렌츠

### 음악상
- 스타 워즈 에피소드 4 - 새로운 희망 - 존 윌리엄스 수상
- 미지와의 조우 - 존 윌리엄스
- 피터의 용 - 알 카샤 외
- 토요일 밤의 열기 - 베리 깁 외
- 007 제10탄 - 나를 사랑한 스파이 - 마빈 햄리시

### 주제가상
- 그대는 내 인생의 빛 - 조셉 브룩스 수상
- 디프 - 존 배리 외
- 뉴욕 뉴욕 - 존 칸더
- 토요일 밤의 열기 - 베리 깁 외
- 007 제10탄 - 나를 사랑한 스파이 - 마빈 햄리시

### 미스 골든 글로브
- 엘리자베스 스택 수상

## 같이 보기
- 제50회 아카데미상
- 제31회 영국 아카데미 영화상